# Johan Cruijff Schaal
Johan Cruijff Schaal är en fotbollstitel i Nederländerna uppkallad efter Johan Cruijff, ofta kallad den nederländska supercupen. 
Vinnaren avgörs i en enda match, som spelas mellan vinnaren av den nationella ligan (Eredivisie) och vinnaren av den nationella KNVB Cup. I händelse av att samma lag vinner både Eredivisie och KNVB Cup kommer Johan Cruijff Schaal spelas mellan det laget och tvåan i ligan. Matchen inleder traditionellt den nederländska fotbollssäsongen med att spelas i augusti, en vecka innan Eredivisie startar.

## Vinnare
| Klubb          | Vinster | Förluster | År                                                                     |
| -------------- | ------- | --------- | ---------------------------------------------------------------------- |
| PSV            | 12      | 7         | 1992, 1996, 1997, 1998, 2000, 2001, 2003, 2008, 2012, 2015, 2016, 2021 |
| Ajax           | 9       | 9         | 1993, 1994, 1995, 2002, 2005, 2006, 2007, 2013, 2019                   |
| Feyenoord      | 4       | 6         | 1991, 1999, 2017, 2018                                                 |
| FC Twente      | 2       | 1         | 2010, 2011                                                             |
| FC Utrecht     | 1       | 1         | 2004                                                                   |
| AZ             | 1       | 1         | 2009                                                                   |
| SVV            | 1       | 0         | 1949                                                                   |
| PEC Zwolle     | 1       | 0         | 2014                                                                   |
| FC Groningen   | 0       | 2         | –                                                                      |
| Roda JC        | 0       | 2         | –                                                                      |
| Quick Nijmegen | 0       | 1         | –                                                                      |
| Heerenveen     | 0       | 1         | –                                                                      |
| Vitesse        | 0       | 1         | –                                                                      |